# 安娜·帕特森
安娜·帕特森（英語：Anna Patterson，1973年—）美國芝加哥人，Cuil搜尋引擎的創辦人。安娜．派特森曾獲伊利諾伊大學厄巴納-香檳分校的計算機科學系的PhD學位。在2004年後，將Recall搜索引擎技術賣給Google，並加入Google工作。
兩年後，她離開Google，與丈夫和另外兩位前Google同事，合作發展新的搜尋引擎，名為Cuil。對於她的對手Google，她認為後者介面將會十年如一日。她的丈夫是Tom Costello，曾經於IBM工作，幫助建立WebFountain搜尋引擎。Cuil的另外兩位開發者是Russell Power和Louis Monie。

## 外部連線
1. ↑  money.cnn.com article （页面存档备份，存于）
2. ↑  Liedtke, Michael, Ex-Google engineers debut 'Cuil' way to search （页面存档备份，存于）, Associated Press, 28 July 2008, retrieved 28 July 2008
3. ↑  .   [2008-07-29]. （原始内容存档于2008-08-08）.
4. ↑  .   [2008-07-29]. （原始内容存档于2008-07-30）.

- Cuil 官方網址
- 美國新搜尋引擎Cuil，鎖定Google一較高下[]